# Ленни Брюс
Леонард Альфред Шнайдер (англ. Leonard Alfred Schneider; 13 октября 1925 года — 3 августа 1966 года), известный под псевдонимом Ленни Брюс (англ. Lenny Bruce), — американский стендап-комик, социальный критик и сатирик, получивший известность в 1950—1960 годах. Смелость суждений, образ жизни, аресты и скандальные судебные разбирательства, обстоятельства смерти (которая по официальной версии была вызвана наркотической передозировкой) обеспечили Ленни Брюсу культовую посмертную популярность, не в последнюю очередь — среди рок-музыкантов, многие из которых называли его в числе основных влияний.

## Биография
Леонард Альфред Шнайдер родился в Минеоле, Лонг-Айленд, в еврейской семье. Его отец, Майрон Шнайдер (приехавший из Великобритании), был служащим обувной фирмы. Мать, Сэйди Шнайдер (в девичестве — Китченберг), чтобы содержать себя и сына после развода с мужем, стала работать танцовщицей, взяв себе псевдоним Сэлли Марр. Отца Ленни видел редко, жизнь Сэлли носила хаотичный характер, так что Ленни провёл детские годы, в основном в домах многочисленных родственников.

## Аресты
4 октября 1961 был арестован за непристойность в Jazz Workshop в Сан-Франциско. Хотя присяжные оправдали его, другие правоохранительные органы начали следить за его выступлениями, что привело к частым арестам по обвинению в непристойности.
Снова арестован в 1961 в Филадельфии за хранение наркотиков и снова в Лос-Анджелесе, два года спустя. Также, арестован в Западном Голливуде будущим окружным шерифом Шерманом Блоком. Позже голливудские обвинения были сняты.
5 декабря 1962 арестован на сцене фолк-клуба Gate of Horn в Чикаго. В том же году он выступал в клубе The Establishment в Лондоне, а в апреле следующего года министерство внутренних дел запретило ему въезжать в Соединённое Королевство как «нежелательному иностранцу».
В апреле 1964 он дважды появлялся в кафе «Au Go Go» в Гринвич-Виллидж, в присутствии полицейских под прикрытием. Он был арестован вместе с владельцами клуба, которые были арестованы за разрешение непристойного выступления. В обоих случаях он был арестован после того, как покинул сцену, и снова жалобы касались использования им различных непристойностей.
Коллегия из трёх судей председательствовала на широко разрекламированном шестимесячном судебном процессе. Брюс и владелец клуба Ховард Соломон были признаны виновными в непристойном поведении 4 ноября 1964. Обвинительный приговор был объявлен, несмотря на положительные свидетельские показания и петиции поддержки со стороны других художников, писателей и педагогов — Вуди Аллена, Боба Дилана, Джулса Файффера, Аллена Гинзберга, Нормана Мейлера, Уильяма Стайрона и Джеймса Болдуина, манхэттенской журналистки и телеведущей Дороти Килгаллен и социолога Герберта Ганса. Он был приговорён 21 декабря 1964 к четырём месяцам исправительного учреждения, но был освобождён под залог во время рассмотрения апелляции и умер до принятия решения по апелляции.

## Книги Ленни Брюса
- Stamp Help Out! (1961 /1965)
- How to Talk Dirty and Influence People (Playboy Publishing, 1967)

## Книги о Ленни Брюсе
- Julian Barry, Lenny (пьеса) (Grove Press, Inc. 1971)
- Kitty Bruce, The (almost) Unpublished Lenny Bruce (1984, Running Press)
- The Essential Lenny Bruce, ред. John Cohen (Ballantine Books, 1967)
- Ronald K. L. Collins & David Skover, The Trials of Lenny Bruce: The Fall & Rise of an American Icon (Sourcebooks, 2002)
- Don DeLillo, Underworld, (Simon and Schuster Inc., 1997)
- Bradley Denton, The Calvin Coolidge Home For Dead Comedians
- Albert Goldman, Lawrence Schiller, Ladies and Gentlemen—Lenny Bruce!! (Random House, 1974)
- Brian Josepher, What the Psychic Saw (Sterlinghouse Publisher, 2005)
- Frank Kofsky, Lenny Bruce: The Comedian as Social Critic & Secular Moralist (Monad Press, 1974)
- Valerie Kohler Smith, Lenny (Grove Press, Inc., 1974)
- William Karl Thomas, Lenny Bruce: The Making of a Prophet (1989)

## В популярной культуре
- Единственное появление Л. Брюса в кино – роль вышибалы в баре в фильме категории Z "Рэкет в танцхолле" (Dance Hall Racket) 1953 г., режиссёр Фил Такер, сценарий Л. Брюса. Его жена, Х. Харлоу, играла там же танцовщицу.
- «Ленни» (Боб Фосс, 1974) — биографическая картина с Дастином Хоффманом в главной роли, созданная знаменитым режиссёром как «памятник таланту и его эпохе»; также кадры с Брюсом появляются в фильме Фосса «Весь этот джаз»;
- Короткометражный мультфильм Thank You Mask Man (1971) — по скетчу Ленни Брюса, озвучка — аудиозапись одного из выступлений;
- Сохранилась съёмка одного из последних выступлений (известная как The Lenny Bruce Performance Film, 1965-66 гг., Сан-Франциско), представляющего собой уже более политическую критику, чем просто комедийное шоу;
- Снято несколько документальных фильмов о Ленни Брюсе (Lenny Bruce — Swear to Tell the Truth, 1998; Lenny Bruce Without Tears, 1972; Looking for Lenny, 2011), но на русском языке они не выходили.
- В сериале Удивительная миссис Мейзел / The Marvelous Mrs. Maisel роль Ленни Брюса исполнил Люк Кирби.
- В фильме «Врубай на полную катушку» главный герой сдает в библиотеку книгу Ленни Брюса "How to Talk Dirty and Influence People".